# F Sharp
F# er den korrekte titel på denne artikel. Titlen vises forkert på grund af tekniske begrænsninger.
F# (udtales F-sharp på engelsk) er et programmeringssprog til Microsofts .NET Framework, der forener funktionsprogrammering med imperativ objektorienteret programmering. Det bygger ligesom SML på programmeringssproget ML. Det vil være en integreret del af Microsoft Visual Studio 2010.
| Software | Spire Denne artikel om software og programmering er en spire som bør udbygges. Du er velkommen til at hjælpe Wikipedia ved at udvide den. |